# CLP Group

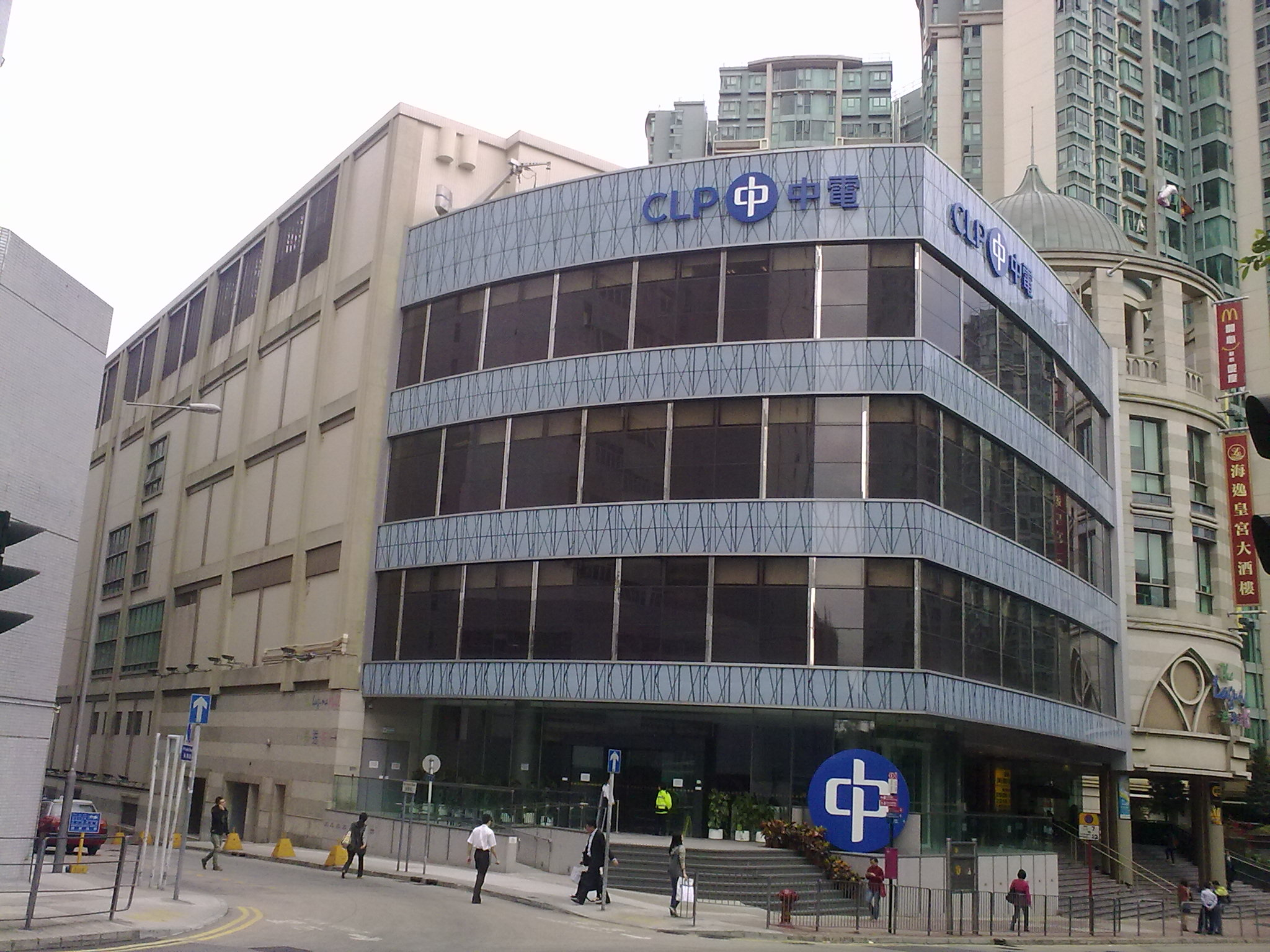
Hauptsitz von CLP in Hung Hom

CLP Group (CLP chinesisch 中電集團, Pinyin Zhōng diàn Jítuán, Jyutping Jung1din6 Jaap6tyun4, auch bekannt als China Light and Power Company, Limited, 中華電力有限公司,  Zhōnghuá Diànlì Yǒuxiàn Gōngsī, Jyutping Zung1waa4 Din6lik6 Jau5haan6 Gong1si1, kurz 中電,) ist ein chinesisches Energieversorgungsunternehmen mit Firmensitz in Hongkong. Das Unternehmen ist im Hang Seng Index gelistet.
Das Unternehmen produziert und liefert Strom an seine Kunden in den Regionen von Kowloon und den New Territories von Hongkong. CLP versorgt rund 80 Prozent der Einwohner von Hongkong mit Strom. Die restlichen 20 Prozent der Bevölkerung Hongkongs wird durch Power Assets Holdings Limited mit Elektrizität versorgt. Des Weiteren werden Kunden in Australien und auf dem Festland in China mit Strom beliefert.
Das Unternehmen baut unter anderem eine Windfarm in Gujarat, Indien.

## Geschichte
Das Unternehmen wurde 1901 gegründet und begann unter dem Firmennamen China Light and Power Company Syndicate.
1903 wurde das erste eigene Kraftwerk eingeweiht: In der Chatham Road im Stadtteil Hunghom gelegen, erzeugte es 75 kW. Ab dem Jahr 1919 wurde in Kowloon die elektrische Straßenbeleuchtung durch CLP betrieben.
Die Zusammenarbeit mit der Volksrepublik China begann 1979 mit der Vernetzung des Netzes von CLP und dem Stromnetz der Provinz Guangdong. 1985 wurde begonnen, im Rahmen eines Joint Ventures mit der Guangdong Nuclear Investment Company ein 1,968-MW-Druckwasserreaktor in Daya Bay (大亞灣,  Dàyà Wān, Jyutping Daai6 Aa3 Waan1 – „Daya-Bucht“) zu errichten. Der Reaktor wurde 1994 in Betrieb genommen.
1996 wurde in einem Joint Venture mit der Taiwan Cement Corporation ein 1,320-MW-Kohlekraftwerk in Taiwan errichtet und der Eintritt in weitere pazifische Märkte begonnen. Diese Expansion wurde mit dem Erwerb von Electricity Generating Public Company Limited (EGCO) in Thailand 1998, Yallourn Energy in Australien und Gujarat Paguthan Energy Corporation Private Limited (GPEC) in Indien fortgesetzt.
1998 wurde als börsennotierte Dachgesellschaft der Gruppe die CLP Holdings gegründet.